# Gbely
Gbely (in ungherese ed in tedesco Egbell) è una città della Slovacchia facente parte del distretto di Skalica, nella regione di Trnava.
Ha dato i natali a Ferdinand Juriga (1876-1950), patriota e presbitero.